# رافاييل بيريز (لاعب كرة قاعدة)
رافاييل بيريز (بالإسبانية: Rafael Pérez)‏ (و. 1982  م) هو لاعب كرة قاعدة دومينيكاني، ولد في سانتو دومينغو، بدأ مشواره المهني سنة 20 أبريل 2006، مركز لعبه هو مرسل الكرة ‏.

## روابط خارجية
- رافاييل بيريز على موقع دوري كرة القاعدة الرئيسي (الإنجليزية)
- رافاييل بيريز على موقعبيزبول رفرنس.كوم (الدوري الرئيسي) (الإنجليزية)
- رافاييل بيريز على موقعبيزبول رفرنس.كوم (الدوري الثانوي) (الإنجليزية)
- رافاييل بيريز على موقع إي إس بي إن.كوم (أم.أل.بي) (الإنجليزية)
- رافاييل بيريز على موقع مشجعي الرسوم البيانية (الإنجليزية)